# Bleach (sezonul 4)
Bleach Sezonul 4 – Bount (2006)
Episoadele din sezonul patru al seriei anime Bleach se bazează pe seria manga Bleach de Tite Kubo. Sezonul patru din Bleach, serie de anime, este regizat de Noriyuki Abe și produs de Studioul Pierrot și TV Tokyo și a început să fie difuzat pe data de 17 ianuarie 2006 la TV Tokyo și s-a încheiat la data de 1 august 2006.
Episoadele din sezonul patru al seriei anime Bleach fac referire la introducerea bount, o rasă de oameni care consumă suflete umane pentru a-și prelungi viața, și conflictele lor cu Ichigo Kurosaki și aliații lui.

## Lista episoadelor
| Nr. Ep. Original | Nr. Ep. Serie | Nr. Ep. Sezon | Titlu                                                                  | Apariție          |
| ---------------- | ------------- | ------------- | ---------------------------------------------------------------------- | ----------------- |
| 64               | 64            | 1             | Noul an școlar, Renji s-a întors în lumea celor vii!?                  | 17 ianuarie 2006  |
| 65               | 65            | 2             | Teroarea pătrunzătoare, a doua victimă                                 | 24 ianuarie 2006  |
| 66               | 66            | 3             | Descoperire! Capcana ascunsă în labirint                               | 31 ianuarie 2006  |
| 67               | 67            | 4             | Jocul morții! Colegul dispărut                                         | 7 februarie 2006  |
| 68               | 68            | 5             | Adevărata identitate a lui Diavol, secretul care este dezvăluit        | 14 februarie 2006 |
| 69               | 69            | 6             | Bount! Vânătorii de suflete!                                           | 14 februarie 2006 |
| 70               | 70            | 7             | Întoarcerea lui Rukia! Reîntregirea echipei!                           | 21 februarie 2006 |
| 71               | 71            | 8             | Momentul impactului! O mână a răului se îndreaptă spre quincy          | 7 martie 2006     |
| 72               | 72            | 9             | Atacul apei! Evadarea din spital                                       | 14 martie 2006    |
| 73               | 73            | 10            | Adunarea bountilor! Omul care face mișcarea                            | 28 martie 2006    |
| 74               | 74            | 11            | Amintirile unui clan ce dăinuie pe vecie                               | 28 martie 2006    |
| 75               | 75            | 12            | Eveniment cutremurător în Brigada 11! Care shinigami se ridică din nou | 4 martie 2006     |
| 76               | 76            | 13            | Forță zdrobitoare! Fried vs. Zangetsu                                  | 4 martie 2006     |
| 77               | 77            | 14            | Refuzul de a ierta! Shinigamiul ucis de Kenpachi                       | 11 aprilie 2006   |
| 78               | 78            | 15            | Descoperiri șocante pentru cele 13 brigăzi! Adevărul ascuns            | 2 mai 2006        |
| 79               | 79            | 16            | Decizia de a muri a lui Yoshino                                        | 9 mai 2006        |
| 80               | 80            | 17            | Asaltul unui dușman formidabil! Linia subțire de apărare!?             | 16 mai 2006       |
| 81               | 81            | 18            | Mișcarea lui Hitsugaya! Orașul atacat                                  | 23 mai 2006       |
| 82               | 82            | 19            | Ichigo vs. Dalk! Apariția întunericului apăsător                       | 30 mai 2006       |
| 83               | 83            | 20            | Umbra cenușie, secretul păpușilor                                      | 6 iunie 2006      |
| 84               | 84            | 21            | Probleme în echipa substituților? Trădarea lui Rukia                   | 13 iunie 2006     |
| 85               | 85            | 22            | Bătălia mortală a lacrimilor! Rukia vs. Orihime                        | 13 iunie 2006     |
| 86               | 86            | 23            | Dansul lui Rangiku! Lupta cu dușmanul invizibil!                       | 20 iunie 2006     |
| 87               | 87            | 24            | Byakuya e chemat! Cele 13 brigăzi se pun în mișcare                    | 4 iulie 2006      |
| 88               | 88            | 25            | Anihilarea locotenenților!? Capcana din peștera subterană              | 11 iulie 2006     |
| 89               | 89            | 26            | Revanșa!? Ishida vs. Nemu                                              | 18 iulie 2006     |
| 90               | 90            | 27            | Renji Abarai, bankaiul sufletului!                                     | 25 iulie 2006     |
| 91               | 91            | 28            | Shinigami și quincy, puterea renașterii                                | 1 august 2006     |